# Gelliodes pumila
Gelliodes pumila är en svampdjursart som först beskrevs av Lendenfeld 1887.  Gelliodes pumila ingår i släktet Gelliodes och familjen Niphatidae. Inga underarter finns listade i Catalogue of Life.